# Zwickauer Mulde
La Zwickauer Mulde (prononciation allemande: [tsvɪkaʊɐ mʊldə]) est une rivière dans le Land de Saxe en Allemagne  Elle est un affluent gauche de la Mulde et a une longueur de 166 km.

## Géographie
La source de la rivière se trouve dans les monts Métallifères (1 244 m), près de Schöneck/Vogtl.. Elle coule vers le nord à Aue, puis nord-ouest à Zwickau (d'où son nom), et plus au nord, à Glauchau, Rochlitz et Colditz.
À quelques km au nord de Colditz, la Zwickauer Mulde est rejointe par la Freiberger Mulde pour former la Mulde. La Mulde est un affluent de l'Elbe.